# Théobald Chartran
Théobald Chartran (ur. 20 lipca 1849 w Besançon, zm. 16 lipca 1907 w Neuilly-sur-Seine) – francuski malarz.

## Życiorys
Théobald Chartran urodził się 20 lipca 1849 roku w Besançon. Jego ojciec pracował w tamtejszym sądzie. Chartran wcześnie zaczął rysować. Uczył się malarstwa w Paryżu u Alexandre’a Cabanela, a w wieku 18 lat wstąpił do Akademii Sztuk Pięknych. W 1877 roku zdobył w Rzymie Grand Prix za obraz „Zdobycie Rzymu przez Galów”, ale specjalizował się w portretach ludzi z wyższych sfer. Stworzył portrety m.in. Marie Carnota, Sarah Bernhardt, papieża Leona XIII, Theodore’a Roosevelta. Jest także autorem fresków zdobiących jedną z klatek schodowych Sorbony. W latach 70. i 80. XIX w. był członkiem grupy artystów współpracujących z „Vanity Fair”, tworzył wówczas karykatury. Podpisywał się jako „T”. W 1893 roku odbył podróż do Stanów Zjednoczonych.
Zmarł 16 lipca 1907 w Neuilly sur Seine.
Jego rodzinne Besançon ufundowało mu brązowy pomnik, który został przetopiony przez Niemców w czasie II wojny światowej.